# IAMX
IAMX is een nevenproject van Chris Corner, zanger bij Sneaker Pimps.

## Geschiedenis
De stijl van Corners eerste album is donker, erotisch en beïnvloed door verschillende muziekstijlen, vooral het elektronische genre (denk onder andere aan Depeche Mode en Front 242) maar kan tegelijk ook onder de britpop worden geschaard.
IAMX is ook populair dankzij hun liveoptredens. De bezetting tijdens optredens verandert voortdurend en bestaat meestal uit goede vrienden, onder wie Sue Denim en Dee Plume, beiden van Robots in Disguise. Ook de twee helften van The Mighty Boosh (Julian Barratt en Noel Fielding) zijn van de partij geweest, Fielding vroeger als vaste bassist en Barratt eerder als sporadische deelnemer. De groep is populair in Wallonië, waar het album hevig gepromoot werd door radio en televisie. De band heeft getoerd in heel Europa, waaronder Amsterdam tijdens het London Calling-festival in 2005.
Het tweede album, getiteld The Alternative, verscheen op 21 april 2006 in Europa. In augustus 2009 en 2016 stond IAMX op het M'era Luna-festival.

## Discografie

### Albums/ep's
- Your Joy Is My Low (ep, 2004)
- Kiss + Swallow (album, 2004)
- Your Joy Is My Low Remixes (ep, 2004)
- The Alternative (album, 2006)
- Live in Warsaw (concertalbum, 2008)
- Kingdom of Welcome Addiction (album, 2009)
- Volatile Times (album, 2011)
- The Unified Field (album, 2013)
- Metanoia (album, 2015)
- Everything is Burning(Metanoia addendum)(album, 2016)
- Unfall(album, 2017)
- Alive in new light(album, 2018)
- Echo, Echo (Accoustic album, 2020)
- Machinate(album, 2021)